# Ad Infinitum
Az Ad Infinitum svájci-német szimfonikus metal együttes Montreux-ből. Eredetileg az énekesnő, Melissa Bonny szólóprojektjeként indult, melyhez aztán csatlakozott Niklas Müller dobos, Jonas Asplind basszusgitáros és Adrian Theßenvitz gitáros. Az együttes 2019-ben a Napalm Records-hoz szerződött, debütáló albumuk 2020-ban jelent meg. 2020 végén Asplind egészségügyi okok miatt elhagyta az együttest, helyét Korbinian Benedict vette át.

## Tagok

### Jelenlegi tagok
- Melissa Bonny – énekesnő (2018–)
- Adrian Theßenvitz – elektromos gitár (2019–)
- Niklas Müller – dobok (2019–)
- Korbinian Benedict – basszusgitár (2020–)

### Korábbi tagok
- Jonas Asplind – basszusgitár (2019–2020)

## Diszkográfia

### Stúdióalbumok
- Chapter I: Monarchy (2020)
- Chapter I Revisited (2020)
- Chapter II: Legacy (2021)
- Chapter III: Downfall (2023)

### Kislemezek
- "I Am the Storm" (2018)
- "Marching on Versailles" (2020)
- "See You in Hell" (2020)
- "Live Before You Die" (2020)
- "Fire and Ice" (2020)
- "Marching on Versailles (acoustic)" (2020)
- "Demons (acoustic)" (2020)
- "Unstoppable" (2021)
- "Afterlife ft. Nils Molin" (2021)
- "Animals" (2021)
- "Inferno" (2021)